# Conselho Supremo para a Restauração da Democracia
O Conselho Supremo para a Restauração da Democracia (em francês:  Conseil suprême pour la Restauration de la Démocratie ou CSRD), liderado por Salou Djibo, foi uma junta militar que organizou um golpe de Estado no Níger em 18 de Fevereiro de 2010, depondo o presidente Mamadou Tandja. O CSRD declarou que o seu objetivo era tornar o Níger um exemplo de "democracia e boa governança".
Durante os dois dias seguintes ao golpe, milhares de pessoas manifestaram-se nas ruas para apoiar o governo militar e a intenção anunciada de instalação de democracia.

## Membros
- Col. Salou Djibo, Chairman
- Col. Djibrilla Hima Hamidou, havia sido o porta-voz do golpe em 1999
- Col. Goukoye Abdul Karimou, porta-voz da junta
- Col. Adamou Harouna, ajudante de ordens do líder golpista de 1999 Maj. Daouda Mallam Wanke[6]

## Ações
O CSRD suspendeu a Constituição do Níger e dissolveu todas as instituições do Estado. Colocou o presidente Mamadou Tandja em cativeiro em um quartel militar em 18 de fevereiro de 2010.  Em 2 de março de 2010, o CSRD anunciou o governo interino do Niger — que incluía três generais com vínculos com Tandja — e reiterou sua promessa de retorno à democracia. Eles também anunciaram que os membros CSRD e políticos do governo interino não iriam se candidatar às eleições.

## Referendo e eleições em 2010-2011
No final de 2010, o Conselho Supremo para a Restauração da Democracia organizou um referendo. No início de 2011 as eleições parlamentares e uma eleição presidencial foram realizadas. O ex-líder da oposição, Mahamadou Issoufou foi eleito como presidente.